# 카말라쉴라

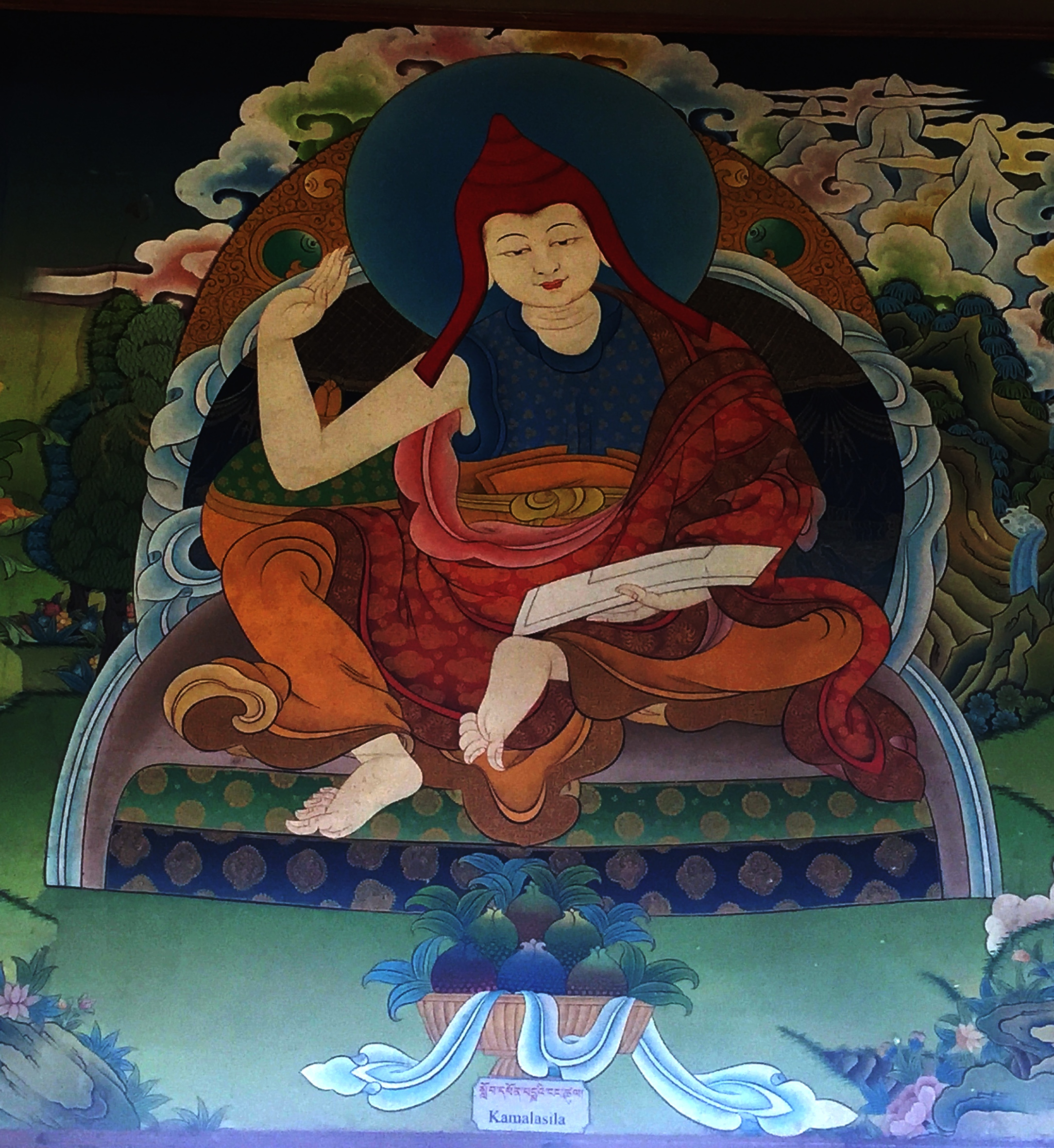
카말라쉴라.

카말라쉴라(산스크리트어: Kamalaśīla、티베트어: ཀ་མ་ལ་ཤཱི་ལ།、한역: 연화계(蓮華戒))는 인도 불교의 유가행중관파의 승려이다. 티베트 불교의 시조인 샨타락쉬타(寂護)의 제자이다.
스승 샨타라크쉬타가 티베트(토번)의 왕 트리송데첸의 초청으로 티베트로 와서 삼예 사원을 창건하고 불교를 포교하게 되었을 때에도, 카말라쉴라는 그대로 인도의 날란다 대학에 머무르면서 탄라트의 교수를 행하고 있었다.
그 뒤 786년에 돈황에서 티베트로 온 중국의 선종 승려 마하연 화상의 불사불관(不思不觀)의 교의가 티베트에서 샨타라크쉬타의 죽음 이후 교세를 넓혀나가는 것을 보고 인도의 승려들 사이에서도 논쟁, 쟁론이 발생하기에 이르렀다.
열세에 몰리게 된 인도의 승려들은 인도에서 카말라쉴라를 초청하였고, 삼예 사원에서 그는 마하연 화상과 불교 교리를 놓고 논쟁을 벌이게 되었다.
삼예 사의 종론이라고 불리게 되는 이 교리 논쟁에서 승리는 카말라쉴라에게로 돌아갔고, 이후 티베트에서는 인도 불교가 '정통'으로써 티베트 불교의 이후 방향성을 결정짓게 된다.
주요 저작으로 중관광명론, 수습차제가 있다.

## 같이 보기
- 나가르주나